# 비녹스
비녹스 주식회사(Beenox Inc.)는 2000년 5월 캐나다 퀘벡주 퀘벡시에 설립된 비디오 게임 회사로, 2005년 5월 25일 비녹스는 액티비전의 자회사가 되었다.